# Carlos Luis Olmedo
Carlos Luis Olmedo Carmona (c. 1863-1939) fue un periodista, fotógrafo y escritor español.

## Biografía
Nació en la década de 1860 en Sevilla. Autor cómico muy fecundo, cultivó el sainete. En opinión de Francisco Cuenca, «imprime a sus obras todo el realismo de la vida que copia y en sus personajes no hay ni falsedad ni exageración, condiciones que realzan y avaloran graciosa dicción e irreprochable factura». Entre sus obras teatrales se encontraron títulos como La agonía de Don Blas, En el cuarto de la tiple, Los espíritus, A los toros de Sevilla, Los primos, Maldición gitana, Las corraleras, La marcha real, La pandereta, La tiple cómica, Los del cortijo, Los arrepentidos, La niña tonta, Después del baile, Se arrienda, El corral de los pacíficos y La casa de los enredos. También fue fotógrafo, periodista y escritor taurino. Falleció en 1939.